# Ivo Žďárek
Ivo Žďárek (6 novembre, 1960 - 20 septembre 2008) était un diplomate tchèque.

## Éducation
Il a étudié à l'Institut d'État des relations internationales de Moscou, l'Université Charles de Prague, l'Université Stanford, et la République tchèque Académie diplomatique [1].

## Carrière diplomatique
Žďárek travaillé à diverses missions diplomatiques de la République tchèque en Asie. Jusqu'en août 2008, il a été ambassadeur au Vietnam. Ensuite, il est devenu l'ambassadeur au Pakistan, mais a été tué dans l'attentat à l'hôtel Marriott d'Islamabad (2008) en septembre 2008.